# Orbea macloughlinii
Orbea macloughlinii är en oleanderväxtart som först beskrevs av Verdoorn, och fick sitt nu gällande namn av Leslie Larry Charles Leach. Orbea macloughlinii ingår i släktet Orbea och familjen oleanderväxter. Inga underarter finns listade i Catalogue of Life.